# Asvaghosa
Aśvaghoṣa (Devanagari: अश्वघोष, Aśvaghoṣa; n. 80 d.Hr. – d. 150 d.Hr.) a fost un poet, dramaturg și filozof indian.
Este considerat unul dintre cei mai mari poeți indieni, predecesor al lui Kālidāsa și primul dramaturg budist, părintele dramaturgiei sanscrite.

## Opera
A scris poeme epico-lirice la care se remarcă plasticitatea imaginilor și sobrietatea limbajului, spre exemplu:
- Viața lui Buddha ("Buddha-carita") - epopee;
- Nanda cel frumos ("Saundarānandakāvya");
- "Shariputra-Prakarana" - piesă de teatru;
- Apariția credinței Mahayana ("Mahayanasraddhotpada") - studiu filozofic.